# Chevaigné-du-Maine

Chevaigné-du-Maine este o comună în departamentul Mayenne, Franța. În 2009 avea o populație de 196 de locuitori.